# Paeonia franchetii
Paeonia franchetii är en pionväxtart som beskrevs av J.J. Halda. Paeonia franchetii ingår i släktet pioner, och familjen pionväxter. Inga underarter finns listade i Catalogue of Life.